# On demande le docteur Kildare
Série Dr Kildare
Le Jeune docteur Kildare (1938) Le Secret du docteur Kildare (1939)
Pour plus de détails, voir Fiche technique et Distribution.
On demande le docteur Kildare (titre original : Calling Dr. Kildare) est un film américain en noir et blanc réalisé par Harold S. Bucquet et  sorti en 1939.
Il s'agit du troisième des dix films mettant en scène le personnage du docteur Kildare, mais le second tourné par les studios MGM.

## Synopsis
Afin d'apprendre le métier de façon plus pratique, le Docteur Kildare se retrouve à exercer dans un un dispensaire de quartier…

## Fiche technique
- Titre original : Calling Dr. Kildare
- Titre français : On demande le docteur Kildare
- Réalisation : Harold S. Bucquet
- Scénario : Harry Ruskin et Willis Goldbeck d'après une histoire de Max Brand
- Musique : David Snell
- Image : Alfred Gilks et Lester White
- Montage : Robert Kern
- Direction artistique : Cedric Gibbons
- Production : Lou L. Ostrow
- Société de production : Loew's et MGM
- Pays :  États-Unis
- Durée : 86 min.
- Genre : Drame hospitalier
- Format : noir et blanc - son : Mono (Western Electric Sound System)
- Dates de sortie :
  - États-Unis : 28 avril 1939
  - France :  19 octobre 1945[1]

## Distribution
- Lew Ayres : Dr James « Jimmy » Kildare
- Lionel Barrymore : Dr Leonard Gillespie
- Laraine Day : l'infirmière Mary Lamont
- Nat Pendleton : Joe Wayman
- Lana Turner : Rosalie Lewett
- Samuel S. Hinds : Dr Stephen Kildare
- Lynne Carver : Alice Raymond
- Emma Dunn : Mme Martha Kildare
- Walter Kingsford : Dr Walter Carew
- Alma Kruger : l'infirmière-chef Molly Byrd
- Harlan Briggs : James Galt
- Henry Hunter : Harry Galt
- Marie Blake : Sally la standardiste
- Phillip Terry : l'interne Bates
- Roger Converse : l'interne Joiner
- Donald Barry : l'interne Collins
- Reed Hadley : Thomas « Tom » Crandell
- Nell Craig : l'iinfirmière « Nosey »
- George Offerman Jr. : Nick Lewett
- Clinton Rosemond : Conover
- Johnny Walsh : « Red »

et, parmi les acteurs non crédités
- Dorothy Adams : la mère de Jenny
- Robert Homans : le policier Hickman
- Horace McMahon : « Fog Horn »
- Aileen Pringle : Mme Thatcher
- Dorothy Vaughan : Mme Vaughan mère